# Koszewo (Poméranie-Occidentale)
Pour les articles homonymes, voir Koszewo.
Koszewo [kɔˈʂɛvɔ] (anciennement de l'allemand Groß Küssow ) est un village du district administratif de la Gmina Stargard situé dans le powiat de Stargard, dans la voïvodie de Poméranie-Occidentale, au nord-ouest de la Pologne. Il se trouve à environ 12 km au sud-ouest de Stargard et à 27 km au sud-est de la capitale régionale Szczecin.
Avant 1945, la région faisait partie de l'Allemagne.
Le village a une population de 438 habitants.